# Robert Curry
Robert Curry (n. 14 august 1882, New York City, New York, SUA – d. 12 noiembrie 1944) a fost un luptător ce a reprezentat Statele Unite ale Americii, medaliat olimpic. A participat la o ediție a Jocurilor Olimpice (1904) în care a câștigat o medalie de aur.

## Participări
Lista de mai jos prezintă principalele competiții la care a participat Robert Curry de-a lungul carierei.
- wrestling at the 1904 Summer Olympics – men's freestyle light flyweight[*]